# Caenolampis osae
Caenolampis osae är en insektsart som först beskrevs av Roberts 1973.  Caenolampis osae ingår i släktet Caenolampis och familjen Romaleidae. Inga underarter finns listade i Catalogue of Life.